# Albert von Barnekow
Christof Gottlieb Albert baron von Barnekow (né le 2 août 1809 à Hohenwalde et mort le 24 mai 1895 à Naumbourg) est un général d'infanterie prussien.

## Biographie

### Origine
Albert est le fils du Rittmeister prussien Gottlieb von Barnekow (1781-1814) et de sa femme Laurette, veuve von Brandt, née Gaesbeck (1787-1863).

### Carrière militaire
Barnekow rejoint le 3e régiment de grenadiers de l'armée prussienne à Königsberg. Il est resté au service militaire sans interruption pendant les 40 années de paix qui ont suivi, atteignant le rang de général. En 1829, il est sous-lieutenant dans le 39e régiment de fusiliers et de 1833 à 1836, adjudant du 2e bataillon. En 1841, il est promu premier lieutenant, cinq ans plus tard, en 1846, il est nommé capitaine et enfin en 1852 major. À ce titre, il est commandant du 1er bataillon du 39e régiment d'infanterie. Il est nommé lieutenant-colonel en 1858, et en 1860 il est promu colonel. En tant que tel, il commande le 68e régiment d'infanterie (de) du 1er juillet 1860 au 8 janvier 1864. En 1864, il prend part à la guerre contre le Danemark en tant que général de division, mais sans intervenir activement dans les combats avec son unité.
Barnekow connaît sa première mission de combat dans la guerre austro-prussienne en 1866 dans la bataille de Trautenau. Il fait partie de la 1re division d'infanterie du 1er corps d'armée en tant que commandant de la 2e brigade d'infanterie. Sa brigade forme la réserve et sécurise la retraite du corps. Pour ses exploits dans cette bataille, il reçoit le 20 septembre 1866 l'ordre Pour le Mérite. Plus tard dans la guerre, il participe à la bataille de Sadowa.
Le 30 octobre 1866, Barnekow devient commandant de la 16e division d'infanterie à Trèves et, à ce titre, est promu lieutenant général le 31 décembre 1866. Il dirige également cette grande unité lors de la guerre contre la France en 1870/71. Son premier engagement a lieu lors de la bataille de Forbach-Spicheren, lorsqu'il intervient dans la bataille avec sa division de sa propre initiative. Ses troupes et deux autres divisions (5e et 13e division) sont alertées par le bruit de la bataille. Ces unités supplémentaires forcent les Français à battre en retraite. À la bataille de Mars-la-Tour, la 16e division atteint le champ de bataille avec les unités restantes des 8e et 10e corps d'armée en fin d'après-midi, puis est immédiatement intervenu dans les combats. Là aussi, Barnekow s'est mis en route vers le grondement des canons sans attendre d'ordre.
Après la bataille de Saint-Privat, Barnekow et ses unités font partie de l'armée de siège devant Metz. Après la reddition de la forteresse le 27 octobre 1870, la 16e division est transférée dans le nord de la France, où se succèdent les batailles de Villers-Bretonneux et de l'Hallue, suivis du siège de la forteresse de Péronne jusqu'au 9 janvier 1871. Dix jours plus tard, von Barnekow dirige l'aile droite dans la bataille de Saint-Quentin, avec laquelle il est la première unité à entrer dans la ville et contraint les Français à une retraite précipitée, au cours de laquelle de grandes parties de l'armée du Nord est capturée. Outre la croix de fer de deuxième et de première classe, il reçoit également la feuille de chêne pour le Mérite pour son service pendant la guerre.
Après la guerre, il est brièvement transféré aux officiers de l'armée, puis affecté à représenter le général commandant du 1er corps d'armée en Prusse-Orientale. Pour ses nombreuses années de service, Barnekow reçoit le 22 mars 1872 une dotation de 40 000 thalers et est nommé chef du 68e régiment d'infanterie le 14 septembre de la même année. Après sa promotion au grade de général d'infanterie, il est finalement nommé général commandant du 1er corps d'armée le 19 septembre 1873. À l'occasion de son 50e anniversaire de service, Barnekow reçoit la Grand-croix de l'Ordre de l'Aigle rouge avec des feuilles de chêne et des épées sur l'anneau. Trois ans plus tard, Guillaume Ier lui décerne l'Ordre de l'Aigle noir. Le 5 juin 1883, Barnekow est finalement laissé à son poste de chef du 68e régiment d'infanterie et lui décernant l'étoile de Grand-commandeur de l'Ordre de la Maison Royale des Hohenzollern.

### Famille
Barnekow épouse le 10 octobre 1842 Julie von der Osten dite Sacken (1818-1902) à Zinten. Les enfants suivants sont nés du mariage :
- Albert Christoph Tassilo (né en 1843)
- Julie (née en 1844)
- Hermann Lebrecht Alfred (1847-1848)
- Hermann (né en 1851), major prussien
- Marie (née en 1853) marié avec Paul Bienko, chef de la police prussienne